# Score (Einheit)
Der Score war ein Volumenmaß in englischen Kohlenrevieren, die um London und nahe der Themse lagen. Es diente als Maß für Steinkohlen. Auch als Stückmaß und Masseneinheit ist er bekannt.
Volumen
- 1 Score = 21 Chaldrons = 84 Vats = 1176 Bushels = 5880 Pecks = etwa 42013 Liter (errechnet)
- 1 Chaldron = 100.856 Pariser Kubikzoll = 2000,62 Liter (10 Londoner Ch. = 7 ½ Ch. Newcastle upon Tyne)
- 6 Scores = 1 Keel = 8 Chaldron = 120 Körbe = 20 Tuns

Stückmaß
- 1 Score = 20 Stück[1]

Masseneinheit
- 1 Score = 51208 Pfund plus 24 Lot (Preußen = 16,667 Gramm) = 25604,912 Kilogramm[1]

Zeiteinheit
- 20 Jahre